# Uniunea de la Brest

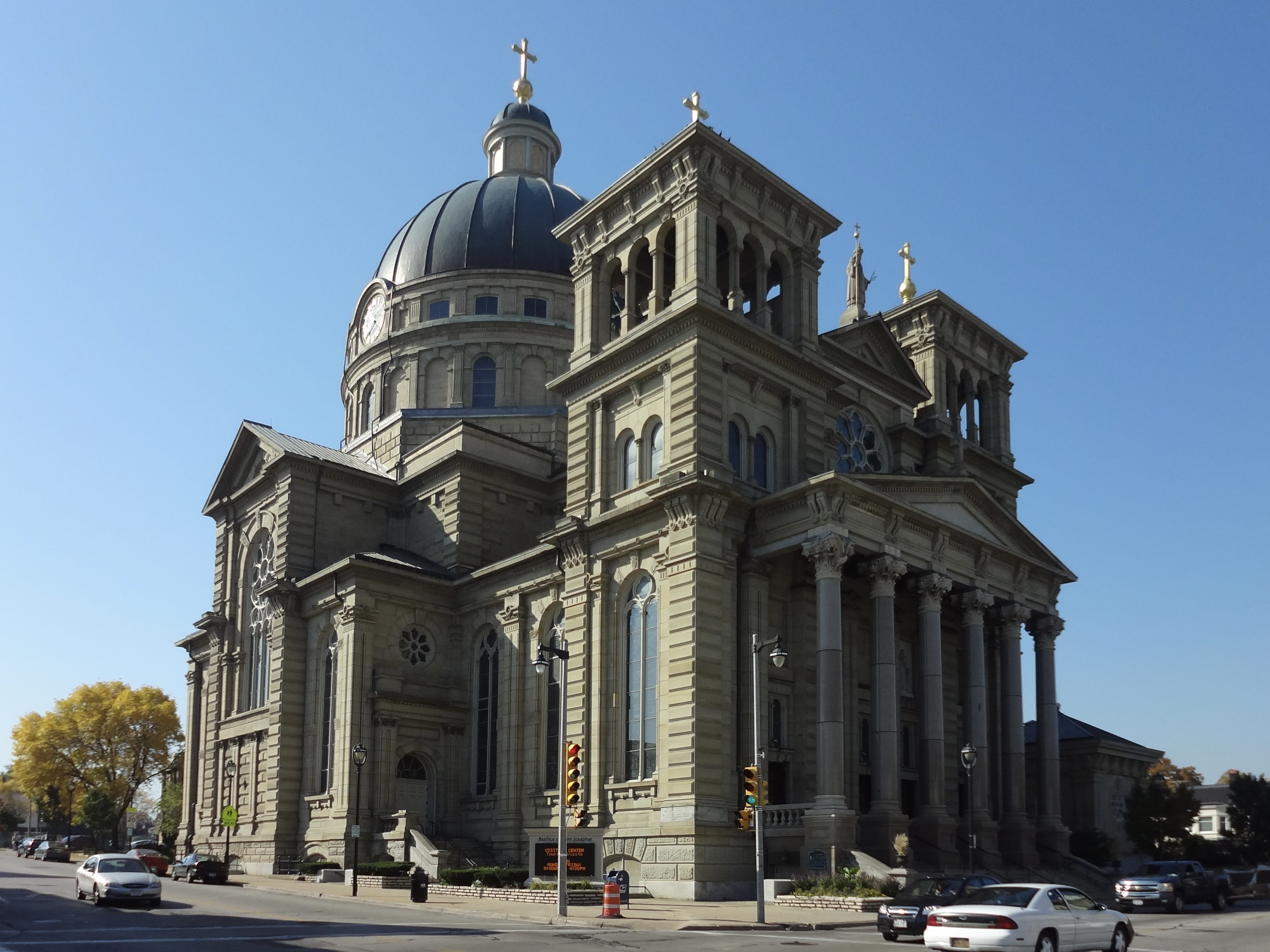
Catedrala Sfântul Iosafat, a greco-catolicilor ucraineni din Wisconsin

Uniunea de la Brest a fost adoptată în data de 9 octombrie 1596 la Brest, pe teritoriul actual al Belarusiei. Prin respectivul act mitropolitul de Kiev Mihail Rogoza și cinci episcopi sufragani (subordonați) reuniți în sinod au decis să se pună sub ascultarea scaunului apostolic de la Roma. Astfel a luat ființă Biserica Greco-Catolică Ucraineană.
În anul 1596, când Uniunea statală polono-lituaniană se afla în plin avânt, Uniunea de la Brest i-a scos pe credincioșii ortodocși din Polonia de sub influența Patriarhiei Moscovei. Unul din promotorii unirii cu Roma, episcopul Iosafat Kunțevici, a fost ucis de adversari în anul 1623. La douăzeci de ani de la martiriul său a fost beatificat, iar în anul 1867 a fost canonizat în Biserica Catolică ca sfânt martir.
Între adversarii Unirii de la Brest s-a numărat călugărul Atanasie de la Brest, care a fost executat de autorități în anul 1648. Călugărul Atanasie este sărbătorit ca sfânt martir în Biserica Ortodoxă.